# アイル・ゲット・ユー
「アイル・ゲット・ユー」（I'll Get You）は、ビートルズの楽曲である。1963年8月にシングル盤『シー・ラヴズ・ユー』のB面曲として発売された。レノン＝マッカートニーの作品で、制作当初のタイトルは「Get you in the end」。A面曲の「シー・ラヴズ・ユー」と同じく、「yeah」の繰り返しがフィーチャーされている。オリジナル・アルバムには未収録となっており、アメリカではキャピトル編集盤『ザ・ビートルズ・セカンド・アルバム』、イギリスではコンピレーション・アルバム『レアリティーズ』でアルバム初収録となった。

## 背景・曲の構成
本作についてポール・マッカートニーは「ジョンと2人で書いた」と語っており、ジョン・レノンも1980年の『プレイボーイ』誌のインタビューで共作としたうえで「ポールと曲を書こうとして…うまくいかなかった」と語っている。
曲のキーはDメジャーで、4分の4拍子となっていて、終始レノンとマッカートニーのデュエットで歌われる。ベースが強調されている一方で、リズムギターとドラムは8ビートを刻んでいる。なお、リードギターのパートは存在しない。「ラヴ・ミー・ドゥ」や「アイ・ソー・ハー・スタンディング・ゼア」でも聴くことができるハンドクラップは、本作ではイントロ部分だけに登場し、パーカッションの役割を果たしている。
本作は「Imagine I'm in love with you（想像してみて、僕が君に恋してるって）」と呼びかけるところから始まっており、この形式は後に発表された「ルーシー・イン・ザ・スカイ・ウィズ・ダイアモンズ」やレノンのソロ曲「イマジン」にも見られる。コード進行についてマッカートニーは、「It's not like me to pretend（そんなふりをするなんて、僕らしくないけれど）」というフレーズのコードをジョーン・バエズの「私の悩み」から拝借したことを後に明かしている。

## レコーディング
「アイル・ゲット・ユー」は、1963年7月1日にEMIレコーディング・スタジオでレコーディングされ、同月4日にミキシングが行なわれた。なお、レコーディングで必要となったテイク数や、ミキシング時に使用されたテイクは不明となっている。また、当時はモノラル・ミックスを作成した後に、セッション・テープを破棄していたため、「ラヴ・ミー・ドゥ」、「P.S.アイ・ラヴ・ユー」、「シー・ラヴズ・ユー」と同様にステレオ・ミックスは存在しない。

## リリース
「アイル・ゲット・ユー」は、1963年8月23日にイギリスで発売されたシングル盤『シー・ラヴズ・ユー』のB面に収録された。アメリカでは、1963年9月16日にシングル盤『シー・ラヴズ・ユー』のB面曲として発売された後、1964年5月21日に発売されたシングル盤『シー・ラヴズ・ユー（ドイツ語）』のB面曲としても発売され、その後4月10日に発売されたキャピトル編集盤『ザ・ビートルズ・セカンド・アルバム』に収録された。イギリスにおいては『レアリティーズ』が『ビートルズ・コレクション』内の1アルバムとして発表されるまではアルバム未収録のままだった。CD作品では、1988年に発売のコンピレーション・アルバム『パスト・マスターズ Vol.1』で初収録となった。
日本では1964年4月5日に発売されたシングル盤『シー・ラヴズ・ユー』のB面に収録された後、1978年4月5日に独自発売されたコンピレーション・アルバム『ザ・ビートルズ・ビート』に収録された。
1995年に発売された『ザ・ビートルズ・アンソロジー1』には、1963年10月13日にロンドン・パラディウムで開催されたライブでの音源が収録された。なお、BBCラジオの番組でも演奏されており、1963年9月7日に放送された『Saturday Club』での演奏が2013年に発売された『オン・エア〜ライヴ・アット・ザ・BBC Vol.2』に収録された。

## クレジット
※出典
- ジョン・レノン - リード・ボーカル、アコースティック・ギター、ハーモニカ
- ポール・マッカートニー - リード・ボーカル、ベース
- ジョージ・ハリスン - ハーモニー・ボーカル、エレクトリック・ギター
- リンゴ・スター - ドラム

## カバー・バージョン
R・スティーヴィー・ムーアは、1986年に発売されたアルバム『Man of the Year Volume 4』でカバーした。
マイケル・カーペンターは、2001年に発売されたアルバム『Soop #1: Songs of Other People』で本作をカバーした。
マッカートニーは、2005年に行った全米ツアーで本作を演奏した。この時の模様がライブ・ビデオ『ライヴ・イン・ザ・US 2005〜ザ・スペース・ウィズイン・アス〜』に収録された。
スミザリーンズは、2008年に発売されたカバー・アルバム『B-Sides the Beatles』でカバーした。